# Communauté de communes des Deux Sarres
Pour les articles homonymes, voir Sarre.
La communauté de communes des Deux Sarres (CC2S) est une ancienne  communauté de communes située dans le département de la Moselle en région Grand Est.
Elle fait partie du pôle d'équilibre territorial et rural du Pays de Sarrebourg.

## Histoire
La communauté de communes des Deux Sarres a été créée le 1er janvier 1999, par arrêté préfectoral du 11 décembre 1998.
Cette communauté de communes a disparu le 31 décembre 2016 ; le 1er janvier 2017, ses communes membres sont intégrées à la communauté de communes de Sarrebourg - Moselle Sud.

## Composition
Elle regroupe 19 communes, les 18 du canton de Lorquin et Barchain du canton de Sarrebourg :
| Nom                      | Code Insee | Gentilé        | Superficie (km2) | Population (dernière pop. légale) | Densité (hab./km2) |
| ------------------------ | ---------- | -------------- | ---------------- | --------------------------------- | ------------------ |
| Lorquin (siège)          | 57414      | Lorquinois     | 8,77             | 1 167 (2014)                      | 133                |
| Abreschviller            | 57003      | Abreschvillois | 41,29            | 1 499 (2014)                      | 36                 |
| Aspach                   | 57034      | Aspachois      | 4,13             | 35 (2014)                         | 8,5                |
| Barchain                 | 57050      |                | 1,70             | 109 (2014)                        | 64                 |
| Fraquelfing              | 57233      |                | 4,44             | 80 (2014)                         | 18                 |
| Hattigny                 | 57302      |                | 13,14            | 203 (2014)                        | 15                 |
| Héming                   | 57314      |                | 3,69             | 510 (2014)                        | 138                |
| Hermelange               | 57318      |                | 2,58             | 240 (2014)                        | 93                 |
| Lafrimbolle              | 57374      |                | 10,72            | 210 (2014)                        | 20                 |
| Landange                 | 57377      |                | 4,85             | 222 (2014)                        | 46                 |
| Laneuveville-lès-Lorquin | 57380      |                | 2,24             | 110 (2014)                        | 49                 |
| Métairies-Saint-Quirin   | 57461      |                | 9,57             | 286 (2014)                        | 30                 |
| Neufmoulins              | 57500      |                | 1,93             | 41 (2014)                         | 21                 |
| Niderhoff                | 57504      |                | 5,30             | 285 (2014)                        | 54                 |
| Nitting                  | 57509      |                | 8,86             | 464 (2014)                        | 52                 |
| Saint-Quirin             | 57623      |                | 53,34            | 751 (2014)                        | 14                 |
| Turquestein-Blancrupt    | 57682      | Turquestinois  | 30,04            | 16 (2014)                         | 0,53               |
| Vasperviller             | 57697      |                | 1,54             | 312 (2014)                        | 203                |
| Voyer                    | 57734      |                | 4,48             | 433 (2014)                        | 97                 |

## Administration
Le Conseil communautaire est composé de 39 délégués, dont 8 vice-présidents.
| Période                                  | Période          | Identité           | Étiquette | Qualité                                                                            |
| ---------------------------------------- | ---------------- | ------------------ | --------- | ---------------------------------------------------------------------------------- |
| Les données manquantes sont à compléter. |                  |                    |           |                                                                                    |
| ?                                        | 31 décembre 2016 | Jean-Luc Chaigneau | UMP       | Maire de Nitting (depuis 1989) Conseiller général du canton de Lorquin (1985-2011) |